# EZ Водолія
EZ Водолія (EZ Aquarii, також Лейтен 789-6, Глізе 866 і LHS 68) — потрійна зоряна система на відстані 11,1 світлового року (3,4 парсека) від Сонця в сузір'ї Водолія. Це змінна зоря, яка демонструє спалахи, а також менш помітні зміни яскравості, зумовлені її обертанням. Сукупна маса системи становить 0,3262 ± 0,0018 мас Сонця. Схоже, що всі три компоненти системи мають масу, близьку до межі, після якої можливий термоядерний синтез водню.
Конфігурація зоряної системи є такою, що навколо внутрішніх двох її компонентів може обертатися планета з кратною орбітою, перебуваючи при цьому поблизу зони, придатної для життя. Утім, екзопланет у цій системі поки що не знайдено.
EZ Водолія наближається до Сонячної системи і приблизно через 32 300 років пройде на мінімальній відстані від Сонця — близько 8,2 світлового року (2,5 пк). Симуляція ChView показує, що нині найближчою зорею до системи EZ Водолія є зоря Лакайль 9352: вона розташована на відстані близько 4,1 світлового року (1,3 пк) від неї.

## Зоряна система

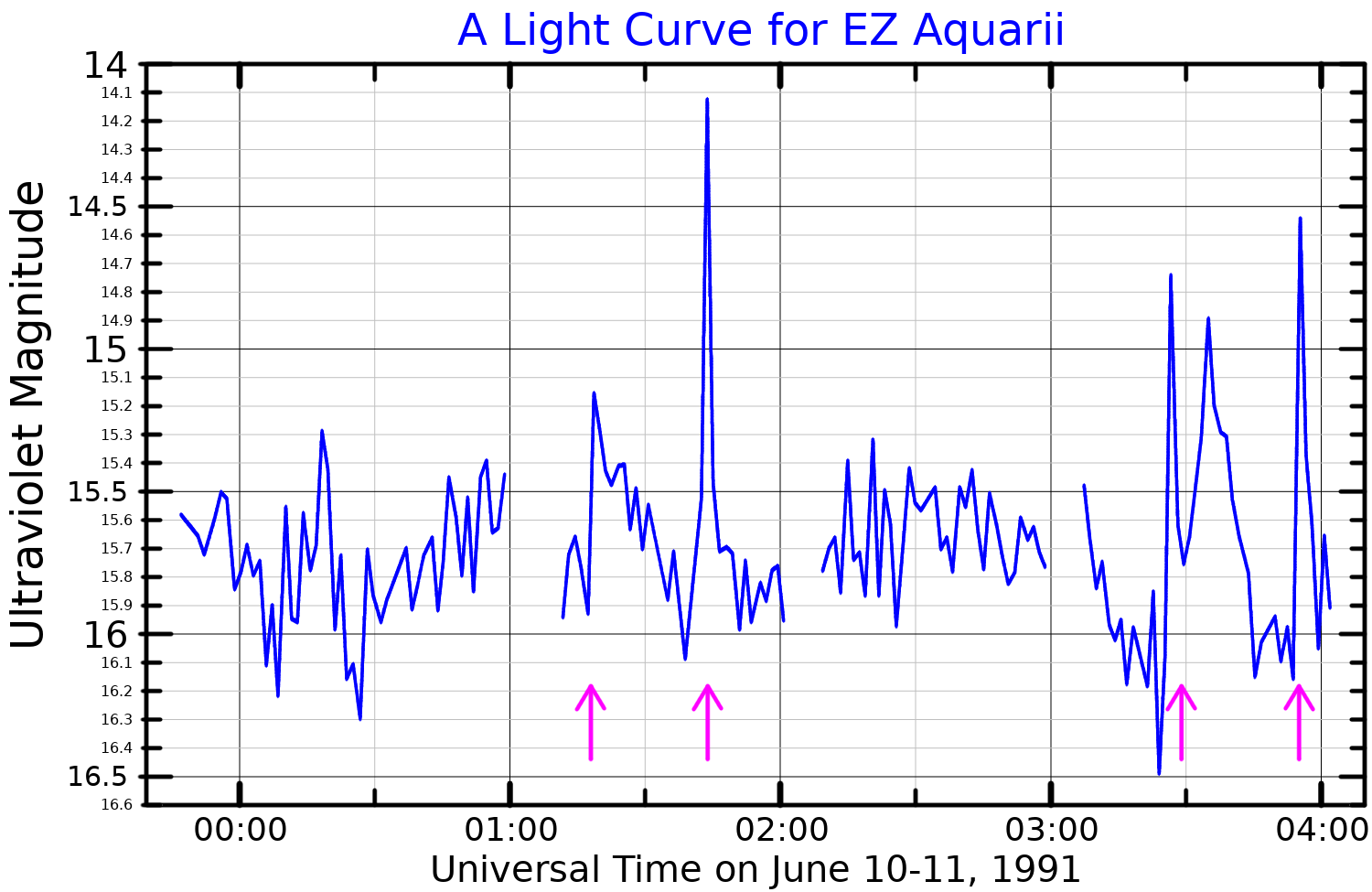
Адаптована крива блиску EZ Водолія в ультрафіолетовому діапазоні. Стрілки вказують на початок спалахів.

Усі три компоненти системи є червоними карликами спектрального класу М. Пара компонентів EZ Водолія AC утворює спектрально-подвійну зорю з орбітою радіусом 0,03 а. о. і обертом тривалістю 3,8 доби. Ця пара має спільну орбіту з компонентом EZ Водолія B з періодом 823 дні. Компоненти A і B генерують рентгенівське випромінювання.

### EZ Водолія A
Ця зоря є червоним карликом типу M5V з масою 0,1187 ± 0,0011 мас Сонця, паралакс 293,6 ± 0,9 кутової мілісекунди. Її період обертання навколо EZ Водолія C, які разом складають первинну зорю системи, становить 3,786516 ± 0,000005 дня, ексцентриситет 0. Абсолютна зоряна величина на довжинах хвиль з центром в 5500 ангстрем становить 15,33 — тобто це найяскравіший із трьох компонентів. Альтернативні позначення: EZ Aqr, GL 866A, L 789-6 A, LHS 68.

### EZ Водолія B
Про цю зорю відомо менше, ніж про A. Її спектральний клас — найімовірніше, MV, маса — 0,1145 ± 0,0012 мас Сонця. Вона обертається по орбіті системи навколо AC з періодом 822,6 ± 0,2 дня з ексцентриситетом 0,439 ± 0,001. Має абсолютну зоряну величину 15,58, що робить її тьмянішою за A, але яскравішою за C. Альтернативні позначення — GL 866B, L 789-6 B.

### EZ Водолія C
Як і дві інші, ця зоря, ймовірно, належить до спектрального класу MV і має масу 0,0930 ± 0,0008 мас Сонця. Вона обертається навколо компонента A за 3,786516 ± 0,000005 дня по майже коловій орбіті. Найтемніша з трьох з абсолютною зоряною величиною 17,37. Альтернативне позначення — GL 866C.

## Найближче оточення зорі
Перелічені нижче зоряні системи розташовані на відстані в межах 10 світлових років від EZ Водолія:
| Зоря             | Спектральний клас | Відстань, св. роки |
| Лакайль 9352     | M0,5 Ve           | 4,1                |
| Лакайль 8760     | M2 Ve             | 4,2                |
| Глізе 876        | M3,5 V            | 4,3                |
| ε Индейца ABC    | K5 Ve             | 4,8                |
| G 158-27         | M5,5 V            | 6,7                |
| YZ Кита          | M4,5 Ve           | 7,5                |
| Лейтен 726-8     | M5,6 Ve           | 7,7                |
| τ Кита           | G8 Vp             | 8,8                |
| L 722-22 AB      | M4 V / M4 V       | 8,9                |
| Зоря ван Маанена | DZ7 VII           | 9,0                |
| HIP 103039       | ?                 | 9,2                |
| Росс 154         | M3,5 Ve           | 9,5                |
| Глізе 832        | M1,5 V            | 9,7                |